# Agrius pungens
Agrius pungens är en fjärilsart som beskrevs av Johann Friedrich von Eschscholtz 1821. Agrius pungens ingår i släktet Agrius och familjen svärmare. Inga underarter finns listade i Catalogue of Life.